# Campeonato Mundial de Esqui Estilo Livre de 2001
O Campeonato Mundial de Esqui Estilo Livre de 2001 foi a 8º edição do Campeonato Mundial de Esqui Estilo Livre, organizado pela Federação Internacional de Esqui (FIS). A competição foi disputada entre os dias 17 a  21 de janeiro de 2001, em Whistler no Canadá.

## Resultados

### Masculino
| Evento      | Ouro                          | Ouro   | Prata                              | Prata  | Bronze                    | Bronze |
| Moguls      | Mikko Ronkainen · Finlândia   | 28.09  | Pierre-Alexandre Rousseau · Canadá | 27.33  | Stephane Rochon · Canadá  | 27.22  |
| Aerials     | Alexei Grishin · Bielorrússia | 259.65 | Dmitri Dashinski · Bielorrússia    | 257.98 | Joe Pack · Estados Unidos | 251.20 |
| Dual Moguls | Stephane Yonnet · França      |        | Patrik Sundberg · Suécia           |        | Johann Gregoire · França  |        |

### Feminino
| Evento      | Ouro                    | Ouro   | Prata                    | Prata  | Bronze                 | Bronze |
| Moguls      | Kari Traa · Noruega     | 28.09  | Maria Despas · Austrália | 27.33  | Aiko Uemura · Japão    | 27.22  |
| Aerials     | Veronika Bauer · Canadá | 259.65 | Michele Rohrbach · Suíça | 257.98 | Deidra Dionne · Canadá | 251.20 |
| Dual Moguls | Kari Traa · Noruega     |        | Corinne Bodmer · Suíça   |        | Tami Bradley · Canadá  |        |

## Quadro de medalhas
| Ordem | País           | Medalha de ouro | Medalha de prata | Medalha de bronze |    |
| ----- | -------------- | --------------- | ---------------- | ----------------- | -- |
| 1     | Noruega        | 2               | 0                | 0                 | 2  |
| 2     | Canadá         | 1               | 1                | 3                 | 5  |
| 3     | Bielorrússia   | 1               | 1                | 0                 | 2  |
| 4     | França         | 1               | 0                | 1                 | 2  |
| 5     | Finlândia      | 1               | 0                | 0                 | 1  |
| 6     | Suíça          | 0               | 2                | 0                 | 2  |
| 7     | Austrália      | 0               | 1                | 0                 | 1  |
| 7     | Suécia         | 0               | 1                | 0                 | 1  |
| 9     | Estados Unidos | 0               | 0                | 1                 | 1  |
| 9     | Japão          | 0               | 0                | 1                 | 1  |
|       | TOTAL          | 6               | 6                | 6                 | 18 |